# Bellaria-Igea Marina

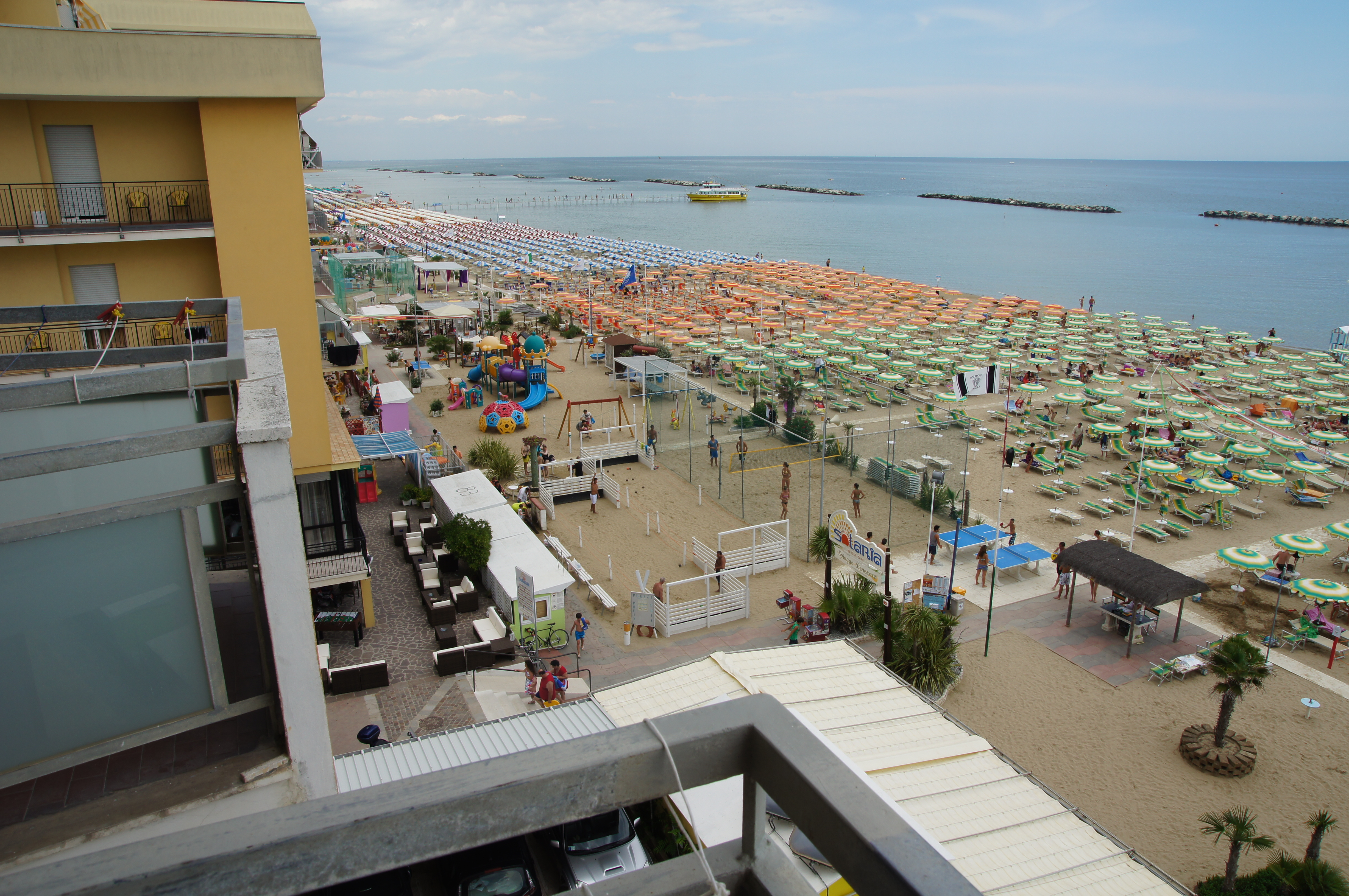
Pláž v Igei Marině

Bellaria-Igea Marina je město a přímořské letovisko v Itálii na území regionu Emilia-Romagna. Vzniklo spojením tří sídel, která byla původně součástí města Rimini: Bellaria (na severozápadě), Bordonchio a Igea Marina (na jihovýchodě). Nachází se u pobřeží Jaderského moře, asi 15 km severozápadně od Rimini a asi 347 km severně od Říma. V březnu roku 2025 zde žilo 19 464 obyvatel. Počet obyvatel již od roku 1861, kdy jich v městě žilo 2 921, pravidelně stoupá.
Část Bellaria se poprvé v písemných pramenech připomíná roku 1359. Druhá část, Igea Marina, vznikla podstatně později, a to na začátku 20. století. Název druhé části, Igea Marina, odkazuje na řeckou bohyni Hygieiu, italsky nazývanou Igea. K odtržení sídel od Rimini (spolu se sídlem Bordonchio, které u moře neleží) a jejich spojení v jednu obec došlo v roce 1956.
Jihozápadně od města prochází rychlostní silnice SS16, přes město poté prochází železniční trať. Nachází se zde několik kostelů – starý kostel svatého Martina v Bordonchiu, kostel Panny Marie od svatého Srdce v Igei Marině a kostel Nejsvětějšího Srdce Ježíšova v Bellarii. Je zde rovněž mnoho turistických zařízení, včetně rozsáhlé písečné pláže, která lemuje celé pobřeží města a je rozdělená na dvě části ústím říčky Uso, v níž je zřízen přístav.
Sousedními městy jsou Cesenatico, Gambettola, Rimini, San Mauro Pascoli, Santarcangelo di Romagna.